# مدال خدمت جنگ جهانی علیه تروریسم
مدال خدمت جنگ جهانی علیه تروریسم (انگلیسی: Global War on Terrorism Service Medal) ; (GWOT-S) یک جایزه نظامی نیروهای مسلح ایالات متحده است که توسط فرمان اجرایی شماره ۱۳۲۸۹ در تاریخ ۱۲ مارس ۲۰۰۳ توسط رئیس‌جمهور جورج دبلیو بوش ایجاد شده‌است. این جایزه به اعضای سرویس نظامی که از عملیات ضد تروریسم در جنگ علیه تروریسم از ۱۱ سپتامبر ۲۰۰۱ حمایت کرده‌اند، تا تاریخ کنونی اعطا می‌گردد.

## پیشینه
در سپتامبر ۲۰۰۲، وزارت دفاع ایالات متحده درخواستی را به مؤسسه ارتش آمریکا در «هرالدری» ارسال کرد تا طرحی را برای مدال خدمت جنگ جهانی علیه تروریستم ارائه کند. در ژانویه ۲۰۰۳، طراحی تکمیل شد و پس از آن در ماه مارس ۲۰۰۳ تأیید شد و رسمی گردید.
طبق گفته وزارت دفاع ایالات متحده، اعطای مدال خدمت جنگ جهانی علیه تروریستم زمانی متوقف خواهد شد که اعلامیه وضعیت اورژانس ملی به دلیل برخی حملات تروریستی از سپتامبر ۲۰۰۱ توسط دولت ایالات متحده لغو شود.

## عملیات‌ها
در زیر هفت عملیاتی که در آن مدال خدمت جنگ جهانی علیه تروریستم توسط وزارت دفاع به رسمیت شناخته شده را مشاهده می‌کنید:
| عملیات                         | از              | تا             |
| ------------------------------ | --------------- | -------------- |
| عملیات‌های امنیتی فرودگاه (ASO) | ۲۷ سپتامبر ۲۰۰۱ | ۳۱ مه ۲۰۰۲     |
| عملیات عقاب باشکوه (ONE)       | ۱۱ سپتامبر ۲۰۰۱ | حال حاضر       |
| عملیات آزادی بلندمدت (OEF)     | ۱۱ سپتامبر ۲۰۰۱ | حال حاضر       |
| عملیات آزادی عراق (OIF)        | ۱۹ مارس ۲۰۰۳    | ۳۱ اوت ۲۰۱۰    |
| عملیات سپیده دم نوین (OND)     | ۱ سپتامبر ۲۰۱۰  | ۳۱ دسامبر ۲۰۱۱ |
| عملیات عزم ماندگار (OIR)       | ۱۵ ژوئن ۲۰۱۴    | حال حاضر       |
| عملیات دیده‌بان آزادی (OFS)     | ۱ ژانویه ۲۰۱۵   | حال حاضر       |

گارد ساحلی این مدال را برای عملیات‌های مختلف اعطا می‌کند.

## معیارها
برای دریافت مدال خدمت جنگ جهانی علیه تروریستم، یک عضو نیروهای نظامی باید حداقل در ۳۰ روز متوالی یا ۶۰ روز غیر متوالی در خدمت فعال در عملیات ضد تروریستی قرار داشته باشد. برای کسانی که درگیر جنگ می‌شوند یا در جنگ کشته شده یا در خط وظیفه زخمی می‌شوند، زمان مقتضی از قانون مستثنی است.
اولین عملیاتی که در آن مدال خدمت جنگ جهانی علیه تروریستم مجوز پیدا کرد، به اصطلاح «عملیات امنیتی فرودگاه» بود که بین سپتامبر ۲۰۰۱ تا ۳۱ مه ۲۰۰۲ رخ داد. سایر عملیات‌ها، که اعطای مدال خدمت جنگ جهانی علیه تروریستم در آن در نظر گرفته شده، شامل نبردهای نظامی فعال مانند عملیات عقاب باشکوه، عملیات آزادی بلندمدت و عملیات آزادی عراق می‌باشد. تصمیم اعطای این مدال در عملیات‌های آینده در اختیار فرماندهان قسمت‌ها بر اساس تصویب وزارت دفاع ایالات متحده آمریکا است.

## وظیفه پشتیبانی
در سال ۲۰۰۴، وزارت دفاع و شاخه‌های خدمات نظامی شروع به انتشار دستورالعمل‌ها، پیام‌ها و سفارش‌هایی نمودند که مشخص می‌کند که مدال خدمت جنگ جهانی علیه تروریسم نه تنها برای مشارکت مستقیم در عملیات خاص بلکه برای هر پرسنلی که وظیفه پشتیبانی از یک مبارزه با تروریسم را بر عهده داشته، اما به‌طور مستقیم مشارکت نکرده نیز در نظر گرفته می‌شود.
عبارت «پشتیبانی» بیشتر به عنوان عملیات اداری، تدارکات، برنامه‌ریزی، عملیاتی، فنی یا آمادگی تعریف شده‌است که از عملیات جنگ جهانی علیه تروریسم حمایت می‌کند. در نتیجه این عبارت فراگیر، مدال خدمت جنگ جهانی علیه تروریسم جایزه‌ای واجد شرایط برای اکثر پرسنل نیروهای مسلح ایالات متحده بود که بعد از ۱۱ سپتامبر ۲۰۰۱ تا مارس ۲۰۰۴ خدمات خود را انجام دادند.
با سفارش‌هایی که در مورد اعطای مدال خدمت جنگ جهانی علیه تروریستم برای «وظیفه پشتیبانی» داده شد، این مدال تقریباً همان نوع مدال خدمات دفاع ملی را تقدیم می‌کند که به فارغ التحصیلان مدارس آموزشی، پادگان تمرینی افسران ذخیره و آکادمی‌های خدمت به‌طور معمول این جوائز را در یک زمان ارائه می‌شود.
تفاوت اصلی بین مدال خدمات دفاع ملی و مدال خدمت جنگ جهانی علیه تروریستم این است که مدال خدمات دفاع ملی به صورت خودکار به محض اینکه یک شخص به ارتش وارد می‌شود می‌تواند تعلق گیرد، در حالی که مدال خدمت جنگ جهانی علیه تروریستم تنها پس از سی روز کار وظیفه (یا سه ماه در مورد نیروهای ذخیره) اعطا می‌گردد. قوانین مربوط به نیروهای ذخیره و نیروهای گارد ملی نیز در چارچوب مدال خدمت جنگ جهانی علیه تروریستم تعریف نشده زیرا آن‌ها در کادر مدال خدمات دفاع ملی جایزه می‌گیرند. در واقع ارائه مدال خدمات دفاع ملی به نیروهای ذخیره و نیروهای گارد ملی از زمان جنگ خلیج فارس تعیین و قانونمند شده‌است.

## ارتش
مقررات ارتش ایالات متحده بیان می‌دارد که تمام سربازان «فعال در خدمت، از جمله سربازان ذخیره بسیج شده یا سربازان فعال گارد ملی ارتش که در روز ۱۱ سپتامبر ۲۰۰۱ یا بعد از آن، تا تاریخ تعیین شده با داشتن ۳۰ روز متوالی یا ۶۰ روز غیرمتوالی انجام وظیفه، مشمول مدال خدمت جنگ جهانی علیه تروریستم می‌شوند».
مدال خدمت جنگ جهانی علیه تروریستم به‌طور خودکار به تمام اعضای نیروی مسلح فعال بین ۱۱ سپتامبر ۲۰۰۱ تا ۳۱ مارس ۲۰۰۴ اعطا شد. در حالی که این جایزه دیگر خودکار نیست، فسخ «تاریخ تعیین شده» تعیین نشده‌است. فرمانده گردان برای تأیید مدال خدمت جنگ جهانی علیه تروریستم صلاحیت دارد. اعضای نیروهای مسلح هنوز واجد شرایط دریافت مدال هستند، اگر آن‌ها مطابق معیارهای قوانین جوایز پرسنل در ارتش صلاحیت داشته باشند.
سربازان ارتش ایالات متحده که در حال انجام وظیفه در درجه اول در وضعیت آموزشی مانند (آموزش ابتدایی، آموزش فردی، دوره‌های آموزش افسر، و غیره …) می‌باشند، مجاز به گرفتن مدال خدمت جنگ جهانی علیه تروریستم نیستند. معیارهای این جوایز به‌طور مشخص بیان می‌دارد که یک سرباز باید برای ۳۰ روز متوالی یا ۶۰ روز غیرمتوالی در خدمت فعال نظامی در یکی از عملیات‌های مورد اشاره در جنگ جهانی علیه تروریسم باشد.

## نیروی دریایی، تفنگداران دریایی و فرماندهی حمل و نقل دریایی
مقررات مربوط به رتبه‌بندی مدال خدمت جنگ جهانی علیه تروریستم در نیروی دریایی، تفنگداران دریایی و فرماندهی حمل و نقل دریایی برای کسانی که در خدمت وظیفه فعال، وظیفه ذخیره و پشتیبانی هستند، نیز همین است. اساساً، ۳۰ روز وظیفه متوالی یا ۶۰ روز وظیفه غیرمتوالی برای پشتیبانی از نهادهای تأیید شده‌است. پرسنلی که هنوز در دوره خدمت اولیه و آموزشی خود هستند، واجد این شرایط نیستند. واجد شرایط بودن زمانی شروع می‌شود که آن‌ها به اولین محل اقامت دائمی خود برسند.
دریانوردان غیرنظامی که به کشتی‌های لجستیکی فرماندهی حمل و نقل دریایی وصل هستند ممکن است واجد شرایط مدال خدمت غیرنظامی جنگ جهانی علیه تروریسم باشند.

## نیروی هوایی
به اعضای سرویس نیروی هوایی برای اولین بار در پاییز و زمستان سال ۲۰۰۱ برای انجام عملیات امنیتی فرودگاه مدال خدمت جنگ جهانی علیه تروریستم اعطا شد. این مدال برای مشارکت یا پشتیبانی از عملیات عقاب باشکوه، آزادی پایدار و آزادی عراق اعطا شد. اعضای نیروی هوایی باید به مدت ۳۰ روز متوالی یا شصت روز غیرمتوالی به یک واحد در پشتیبانی از این عملیات‌ها ثبت نام، بسیج یا اعزام می‌شد. پرسنلی که اعزام نمی‌شدند ممکن بود واجد شرایط دریافت خدمات در حمایت از جنگ جهانی علیه تروریسم باشند. نمونه‌هایی از این وظایف حفظ و بارگذاری سیستم‌های سلاح برای مأموریت‌های رزمی، تأسیس تأسیسات علیه تروریسم، تقویت پست‌های فرماندهی یا تیم‌های عملیات بحران و آماده‌سازی پرسنل برای اعزام و استقرار است.

## گارد ساحلی
مقررات گارد ساحلی مربوط به اعطای این مدال، از ۱۱ سپتامبر ۲۰۰۱ تا ۳۰ ژانویه ۲۰۰۵:
به تمام نیروهای وظیفه فعال گارد ساحلی و اعضای ذخیره در خدمت فعال در طول دوره واجد شرایط بودن، اعطا می‌گردد. برای واجد شرایط بودن، اعضا باید دوره‌ای که کمتر از ۳۰ روز متوالی یا ۶۰ روز متوالی پس از آموزش اولیه است، در خدمت فعال باشند. خدمات در حالی که به عنوان وظیفه آموزشی به عنوان دانشجو، مدرس، کاندید افسر و وظیفه تحت آموزش قرار می‌گیرد، به سطح واجد شرایط بودن نمی‌رسد. این شامل تمرینات و دوره‌های تابستانی برای آکادمی گارد ساحلی ایالات متحده و مدرسه داوری افسری است.
از ۳۱ ژانویه ۲۰۰۵ تا تاریخی که تعیین بشود:
اعضای واجد شرایط گارد ساحلی باید به یک واحد درگیر در عملیات یا واحدی که در پشتیبانی مستقیم از عملیات‌های فوق حضور دارد، پیوسته باشند، یا در آن ثبت نام بوده یا به آن ملحق شده باشند که این بازه زمانی برای ۳۰ روز متوالی یا ۶۰ روز غیرمتوالی در نظر گرفته شده‌است. یا اینکه اعضای واجد شرایط به یکی از معیارهای زیر برسند: الف) اعضا در یک نبرد فعال صرفنظر از زمان خدمت شرکت داشته باشند؛ یا (ب) هنگام شرکت در عملیات، صرفنظر از زمان، کشته، زخمی و مجروح شده باشند که نیاز به تخلیه پزشکی بوده‌است.

## ظاهر مدال
این مدال یک دیسک فلزی رنگ برنز است که قطر آن ۱٫۲۵ اینچ است. انتساب یک عقاب با بال‌های گسترش یافته را نشان می‌دهد. در سینه عقاب یک سپر از ۱۳ میله عمودی است. پنجه راست عقاب یک شاخه زیتون است و در پنجه چپ سه راس است. عقاب با یک کره زمین با کتیبه بالای «مدال خدمت جنگ علیه تروریسم» برداشته شده‌است. در پشت آن یک حلقه طلایی در یک میدان ساده است. این مدال از روبان آبی قدیمی به اندازه ۱٫۳۷۵ اینچ با نوار طلایی، زرد، قرمز و سفید است.

## ستاره‌های نبرد و خدمت
تنها یک جایزه از این مدال ممکن است برای هر فرد مجاز باشد، بنابراین هیچ ستاره خدمتی تجویز نمی‌شود.
اگر چه شرایط واجد شرایط بسیار نادر است، ستاره‌های نبرد ممکن است برای پرسنلی که درگیر نبرد واقعی علیه دشمن هستند و در معرض خطر جدی مرگ یا آسیب جدی جسمی قرار گیرند، در نظر گرفته شود. فقط یک فرمانده صحنه می‌تواند درخواست یک ستاره نبرد را طرح بکند. این درخواست شامل واحد (های) خاص یا فردی است که درگیر مبارزه واقعی هستند، مدت زمانی که مبارزه ادامه داشت، و شرح مفصلی از اقدامات علیه دشمن ارائه گردد. رئیس ستاد مشترک ارتش، مسئول تأیید ستاره‌های نبرد خاص است. تا به امروز (از سال ۲۰۱۳) هیچ ستاره‌ای برای خدمت یا ستاره نبرد برای مدال خدمت جنگ جهانی علیه تروریسم وجود نداشته‌است. هیئت بررسی نتایج جوایز و مدالهای نظامی در ارتش در سال ۲۰۱۶ تصمیم «پایان دادن اختیار برای ستاره‌های نبرد» را منتشر کرد.

## همچنین بخوانید
- Executive Order 13289: Establishing the Global War on Terrorism Medals (PDF)
- White House press release